# Bónus
Bónus är en isländsk och färöisk livsmedelskedja med 24 affärer på Island och fyra på Färöarna. 

## Historia
Bónus startades av Jón Ásgeir Jóhannesson med sin far Jóhannes Jónsson med den första affären i Skútuvogi nära Reykjavik i april 1989. Inom några år blev kedjan den största i hela landet med kontrakt att bidra med mat till skolor och sjukhus. År 1992, köpte en annan livsmedelsaffär, Hagkaup, 50% av företaget. Ett år senare slogs kedjorna ihop, men de behöll sina separata identiteter för att bilda Baugur.